# 박훈 묘소
박훈 묘소는 충청북도 청주시 흥덕구에 있다. 2015년 4월 17일 청주시의 향토유적 제95호로 지정되었다.

## 개요
밀양박씨 문도공파 청주 입향조임